# Chu Đồng
Chu Đồng (朱仝), có biệt hiệu Mỹ Nhiêm Công (美髯公), là một trong 36 Thiên Cang Tinh của tiểu thuyết Thủy Hử của Thi Nại Am. Chu Đồng có khuôn mặt vóc dáng rất giống Quan Vũ. Võ công cũng khá, làm chức Đô đầu ở huyện Vận Thành.

## Đô đầu huyện Vận Thành
Chu Đồng làm chức Đô đầu mã binh ở huyện Vận Thành, ông cao hơn 8 thước, râu dài 1 thước rưỡi, dung mạo khá giống Quan Vân Trường, vốn xuất thân là phú hộ bản xứ, trọng nghĩa khinh tài và thường kết giao với đám giang hồ, võ nghệ rất khá. Chu Đồng chơi thân với Lôi Hoành và Tống Giang (tức Tống Công Minh).
Khi nghe tin bọn Tiều Cái, Ngô Dụng và 3 anh em họ Nguyễn đánh cướp Sinh Thần Cương, quan tri huyện điều phái Chu Đồng và Lôi Hoành đi tróc nã Tiều Cái. Nhưng cả hai người đều có thiện cảm với Tiều Cái, nên cố ý thả cho Tiều Cái và đồng bọn trốn thoát.
Khi Tống Giang giết Diêm Bà Tích, Chu Đồng và Lôi Hoành được lệnh đi truy bắt, ông biết Tống Giang chỉ có thế trốn ở trong nhà Tống Thái Công, nên liền tới tra xét, quả nhiên phát hiện ra Tống Giang đang trốn ở trong hầm. Nhưng ông và Lôi Hoành không bắt giữ mà lại thả cho Tống Giang đi, còn cho thêm một ít tiền.
Lôi Hoành lỡ tay đánh chết ca kỹ yêu của quan tri huyện nên bị tù đày, Chu Đồng là người áp giải. Chu Đồng không nỡ nhìn bạn bị đi đày, liền tháo gông thả cho Lôi Hoành chạy rồi về nói là sơ ý để phạm nhân chạy thoát xin chịu tội. Quan tri huyện vốn có thiện cảm với Chu Đông nên không muốn bắt tội, nhưng vì cha của ả ca kỹ dọa sẽ thưa kiện lên quan trên, nên Chu Đồng bị đi đày tới Thương Châu.

## Bị lừa lên Lương Sơn Bạc
Quan tri huyện ở Thương Châu thấy Chu Đồng tướng mạo oai phong, liền thu dụng vào ở trong phủ nha. Chu Đồng tính tình lễ phép, ôn hòa, rất được mọi người quý mến nên chẳng bao lâu đã yên ổn. Cậu ấm con quan tri huyện rất quý Chu Đồng, thường đòi ông dẫn đi chơi. Chu Đồng cũng chiều chuộng cậu ấm hết mực, luôn mua bánh kẹo, đồ chơi để dỗ dành cậu ấm. Trong một lần đi chơi phố, Chu Đồng gặp lại Lôi Hoành, bị Lôi Hoành kéo ra một chỗ để trò chuyện. Không ngờ lúc quay lại thì bị thất lạc mất cậu ấm, ông vội cuốn quýt đi tìm thì gặp Ngô Dụng nói là Lý Quỳ đang trông nom cậu ấm. Chu Đồng hoảng hốt đi tìm Lý Quỳ, tới nơi thì cậu ấm đã bị bóp cổ chết từ lâu. Chu Đồng giận quá đuổi đánh Lý Quỳ tới tận gia trang của Sài Tiến. Tới đây, bọn Ngô Dụng thú nhận đã gài bẫy ông, để ông tuyệt đường lui mà gia nhập Lương Sơn.

## Sau khi chiêu an
Sau khi gia nhập Lương Sơn Bạc, Chu Đồng tham gia rất nhiều trận chiến, là 1 trong 8 tướng tiên phong của quân Lương Sơn.
Sau khi chiêu an, ông theo nghĩa quân Lương Sơn chinh phạt Liêu, Vương Khánh, Điền Hổ và Phương Lạp. Sống sót trở về sau chiến dịch Phương Lạp, ông được phong làm Đô thống chế phủ Bảo Định. Về sau, ông tham gia chống Kim dưới trướng Nguyên soái Lưu Quang Thế, được phong Tiết độ sứ quận Thái Bình.

## Trong Đãng Khấu Chí
Chu Đồng và Lôi Hoành được lệnh chấn thủ Diêm Sơn, gần cuối truyện mới mang đầu Cao Cầu từ Thương Châu về sơn trại.
Tại hồi 65, Công Tôn Thắng cùng Phàn Thụy, Chu Đồng và Lôi Hoành trấn giữ Tam quan. Trương Thúc Dạ lệnh cho Trần Hy Chân đấu phép với Công Tôn Thắng. Trần Tử Đạo lập đàn dùng Càn Nguyên kính bắt hồn Nhập Vân Long. Công Tôn Thắng thấy tinh thần hoảng loạn, bèn dùng phép nội quan của La Chân nhân định lại nguyên thần, sau lại đọc chú triệu hồi thần tướng, bảo vệ. Bỗng nhiên các thần tướng nói: "chúng ta phụng pháp chỉ đến đây bảo vệ người, nhưng Cửu Thiên Huyền Nữ trách chúng ta bỏ thuận giúp nghịch, đòi trị tội. Nay đanh phải bỏ thầy mà đi thôi". Công Tôn Thắng thất kinh đang muốn đọc thần chú thì bất giác thần hồn bay mất, Công Tôn Thắng lạnh cứng trên giường. Quân lính tam quan biết tin thì rối loạn. Quân triều đình tràn lên cửa quan. Chu, Lôi liều chết không lui. Chu Đồng bị Đặng Tông Bật và Thân Tòng Trung vây công, chống không nổi bị chém vào chân và bị bắt sống. Lôi Hoành không cự được với Trương Ứng Lôi và Đào Chấn Đình, bị bắt sống. Tam Quan đã vỡ, quân triều đình toàn thắng. Phạm Thành Long vào trướng trói Công Tôn Thắng lại. Phàn Thụy định dùng phép thì bị Hy Chân trấn định, rồi bắt sống.